# Duboka (Kučevo)
Duboka (em cirílico:Дубока) é uma vila da Sérvia localizada no município de Kučevo, pertencente ao distrito de Braničevo, na região de Zvižd. A sua população era de 1110 habitantes segundo o censo de 2002.

## Demografia
| 1948  | 1953  | 1961  | 1971  | 1981  | 1991  | 2002  |
| ----- | ----- | ----- | ----- | ----- | ----- | ----- |
| 1 909 | 1 963 | 1 932 | 1 723 | 1 804 | 1 646 | 1 110 |